# Putumayo World Music
Putumayo World Music ist ein Musiklabel aus New York City, USA, das auf Weltmusik und hier wiederum auf Kompilationen spezialisiert ist. Es wurde 1993 von Dan Storper (1951–2025) gegründet, der bereits seit 1975 eine bekannte Mode-Boutique führte, die für Kleidung mit folkloristischem Design sowie Kunsthandwerk aus Lateinamerika bekannt war.

## Gründung
Storper hatte 1973 seinen Abschluss in Lateinamerikanistik an der Washington University in St. Louis gemacht und anschließend Kolumbien, Ecuador, Peru und Bolivien bereist. In Kolumbien beeindruckte ihn wohl das Putumayo-Tal, denn nach ihm benannte er seine erste Firma, die Putumayo Clothing Company. Bald wurden die Medien auf seine Kleidung aufmerksam; 1985 besaß er drei Geschäfte und belieferte weitere 600. Zu den Kundinnen gehörten Jane Fonda und Mia Farrow. 1991 erlebte er ein Livekonzert von Kotoja, einer afrikanischen Band aus der San Francisco Bay Area, und war so begeistert, dass er die Gründung von Putumayo World Music beschloss. 1993 erschienen die beiden ersten Weltmusik-Sampler.

## Erfolg
Storpers Produktionen waren so erfolgreich, dass er 1997 die Kleidergeschäfte verkaufte, um sich ganz dem A&R zu widmen; er wird dabei von dem Musikwissenschaftler Jacob Edgar unterstützt. Im Jahr 2000 wurde in Hilversum Putumayo Europe gegründet, sodass Putumayo nun Niederlassungen in 12 Ländern hat. Seit der Gründung hat Putumayo über 15 Millionen CDs verkauft.

## Artwork
Die CDs haben einen hohen Wiedererkennungswert, da alle Cover von Nicola Heindl entworfen werden und einen farbenfrohen, folkloristischen Stil aufweisen.